# Hooked Up
Hooked Up és una pel·lícula de terror espanyola de 2013 dirigida per Pablo Larcuen, escrita per Larcuen i Eduard Sola, i protagonitzada per Stephen Ohl, Jonah Ehrenreich, Natascha Wiese i Júlia Molins. Va ser filmat íntegrament amb un iPhone i es presenta en forma de metratge apropiat. Hooked Up es va estrenar al XLVI Festival Internacional de Cinema Fantàstic de Catalunya el 15 d'octubre de 2013 i tenia una data de llançament de vídeo sota demanda als Estats Units el 7 d'abril de 2015.

## Argument
Després que un trenca amb la seva xicota, dos homes estatunidencs surten a passar una nit salvatge de festa a Barcelona. Inicialment estan emocionats quan dues dones els conviden a tornar a la seva casa, però troben problemes en la forma d'un fantasma assassí que els tanca i els ataca.

## Repartiment
- Jonah Ehrenreich com Tonio
- Júlia Molins com Noemí
- Stephen Ohl com Pedro
- Natascha Wiese com Katia

## Producció
El càsting es va dur a terme als Estats Units a través d'un vídeo. En absència de contractes, Larcuen i els dos protagonistes masculins es van tatuar junts, la qual cosa Larcuen va raonar els mantindria interessats en el projecte. La pel·lícula es va filmar amb un iPhone 4S en 2011. Larcuen va dir que va triar l'iPhone perquè no podia permetre's filmar en pel·lícula i no volia usar una càmera digital barata. Es ciclaron tres iPhones durant la filmació; l'energia de la bateria i l'espai d'emmagatzematge eren problemes. Hooked Up tenia un director de fotografia que filmava la pel·lícula de manera tradicional; no va ser filmat pels propis actors. Apple no va participar en la producció de la pel·lícula. La postproducció va prendre un període prolongat de temps, ja que el dissenyador de so, un voluntari, només podia treballar els caps de setmana.

## Llançament
Hooked up es va estrenar en el Festival de Cinema de Sitges el 15 d'octubre de 2013. Als Estats Units, Uncork'd Entertainment la va llançar en vídeo sota demanda el 7 d'abril de 2015 i en DVD el 9 de juny de 2015. Seria llançada al Regne Unit el 27 d'abril de 2015.

## Recepció
J. R. Southall de Starburst la va qualificar amb 5/10 i va escriure: "Això mai es considerarà excel·lent, però és inesperadament entretinguda i si la presumpció de l'iPhone és una indicació del que vindrà, podria haver estat molt pitjor". Jessy Williams de Scream la va qualificar amb 1/5 estrelles i va escriure: "No hi ha res en Hooked Up que sigui remotament original; és bàsicament una versió ampliada del segment de súcube alat de V/H/S, però no tan efectiva". Patrick Cooper de Bloody Disgusting la va qualificar amb 2.5/5 estrelles i va escriure: "Encara que certament va en una direcció inesperada, el final de Hooked Up no aconsegueix tenir un impacte. Si pot superar els dolorosos primers 20 minutos, diria que definitivament val la pena llogar-la només per la gran part intermèdia". Matt Boiselle de Dread Central ho va qualificar amb 0.5/5 estrelles i va escriure: afavorir i evitar aquesta 'connexió' costi el que costi". Michael DeFillipo de Horror Society la va qualificar amb 6.7/10 i la va considearr "una pel·lícula bastant sòlida" amb una introducció avorrida i un gir de trama pobra. HorrorTalk la va qualificar amb 3/5 estrelles i va escriure que "no és del tot dolenta, i està dirigida de manera competent", però "no ofereix res nou"